# 沃爾納特 (伊利諾伊州)
沃爾納特（英語：Walnut）是位於美國伊利諾伊州比羅縣的一個村落。

## 地理
沃爾納特的座標為41°33′23″N 89°35′29″W / 41.55639°N 89.59139°W，而該地最高點為海拔高度216米（即709英尺）。

## 人口
根據2010年美國人口普查的數據，沃爾納特的面積為2.10平方千米，當中陸地面積為2.10平方千米，而水域面積為0.00平方千米。當地共有人口1416人，而人口密度為每平方千米674人。